# Paxarines
Las Paxarines son unas figuras tradicionales de Oviedo que se venden como amuleto en la plaza de la Catedral para protegerse de las tormentas.
Estas figuras realizadas con miga de pan, huevo y  teñida con azafrán se venden el día de San Mateo y pueden ser de diferentes formas como figuras humanas («mateínes»), nidos con huevos, perritos, cestitos, etc.
La historia de las Paxarines se remontan al siglo XVII cuando se encontraron tres figurillas en una peana de la catedral y fue entonces cuando se comenzaron a fabricar..